# Марк Лициний Крас Фруги
Вижте пояснителната страница за други личности с името Марк Лициний Крас Фруги.
Марк Лициний Крас Фруги или Марк Лициний Крас Див (на латински: Marcus Licinius Crassus Frugi, Dives) e политик на ранната Римска империя.

## Биография
Той е син на Марк Пупий Пизон Фруги (претор 44 пр.н.е.). Осиновен от Марк Лициний Крас (младши) (консул 30 пр.н.е.) и става правнук на триумвира Марк Лициний Крас.
През 14 пр.н.е. е консул заедно с Гней Корнелий Лентул Авгур. От 13 до 10 пр.н.е. е управител на Испания.

## Деца
- Марк Лициний Крас Фруги (консул 27 г.).